# Église de l'Immaculée-Conception de Perm
Pour les églises consacrées sous ce vocable, voir église de l'Immaculée-Conception.
L’église de l’Immaculée-Conception-de-la-Bienheureuse-Vierge-Marie est une église catholique située à Perm en fédération de Russie. Elle appartient au doyenné central, faisant partie de l’archidiocèse de la Mère de Dieu à Moscou, dont l’archevêque est Mgr Paolo Pezzi depuis 2007.

## Histoire
Dans les années qui suivirent la fin de la république des Deux Nations et le premier partage de la Pologne au XVIIIe siècle, un nombre important de catholiques partit peupler les vastes contrées autour de l’Oural. Beaucoup vinrent à Perm et en Sibérie. De même, après les différentes insurrections polonaises au XIXe siècle, des milliers d’entre eux furent envoyés en Sibérie et dans l’Oural.
Il y avait depuis 1837 une petite paroisse catholique à Perm qui était alors une grosse bourgade. La communauté catholique se chiffrait à 1 800 fidèles en 1869. On construisit une nouvelle église entre 1873 et 1875, dans un style pseudo-gothique.
La paroisse au tournant du siècle devint de plus en plus importante au fur et à mesure du développement commercial et industriel de la ville. Des fidèles, originaires de plusieurs nationalités, vinrent se mêler aux premiers Polonais. 
L’église dut fermer en 1937, à l’époque de la répression communiste athée de Staline et des grands procès contre les internationalistes. Son curé, Frantiszek Budris, et une quarantaine de paroissiens furent fusillés.
L’église accueillit de nouvelles cérémonies religieuses après plus de cinquante ans de silence, en 1990 et fut définitivement rendue à l’Église catholique de Russie, en 1993.